# Velours

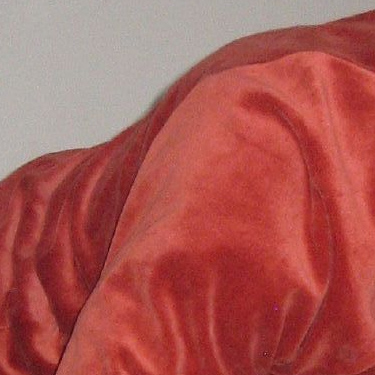
Ein Stück Velours

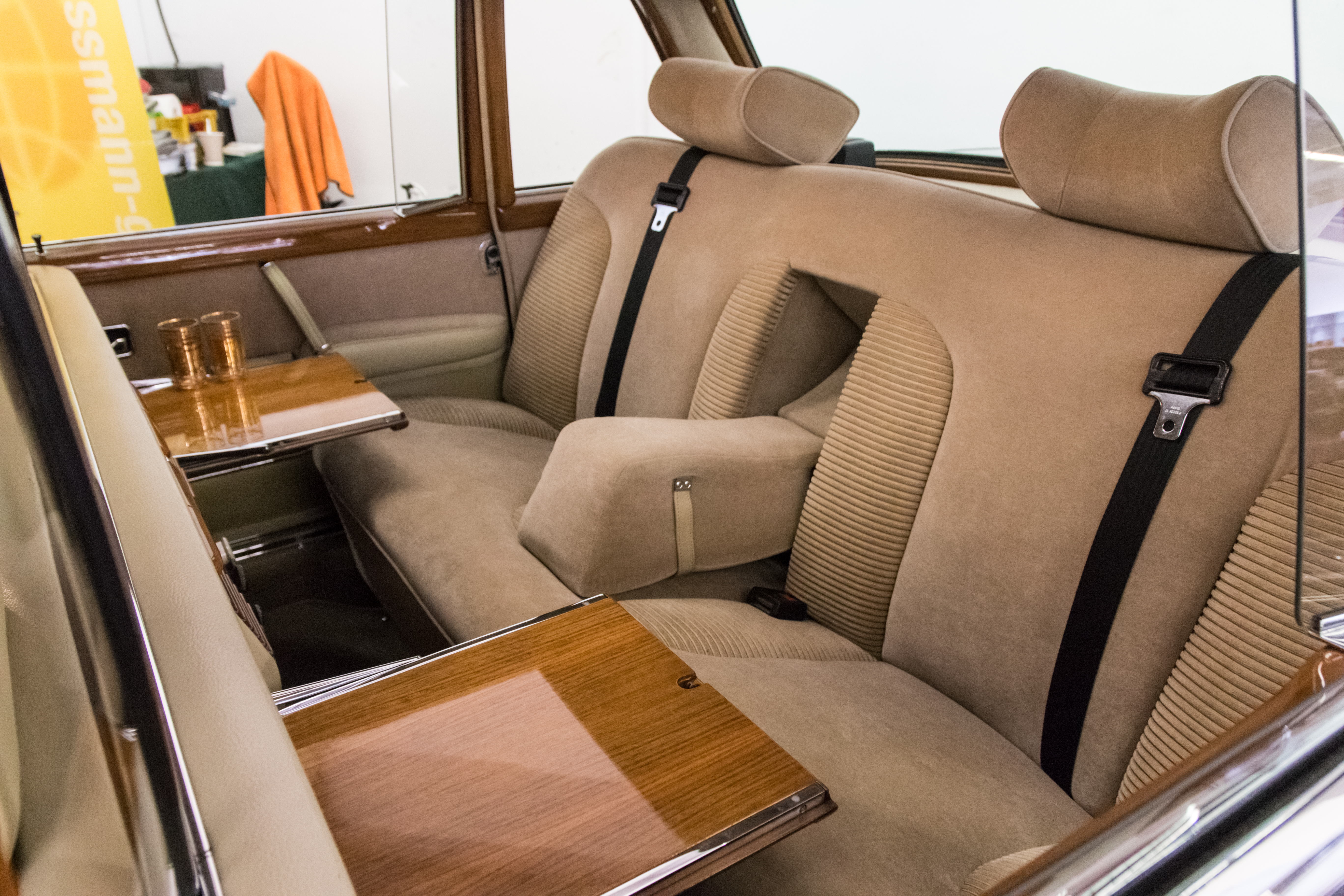
Velourssitze im Mercedes-Benz 600

Velours (IPA: [vəˈluːɐ̯], anhörenⓘ, auch: [veˈluːɐ̯], anhörenⓘ; aus dem Französischen für Samt, ursprünglich aus dem Lateinischen villosus ‚zottig‘, ‚weich‘, ‚samtig‘) ist eine Allgemeinbezeichnung für Samte und samtartige Gewebe mit kurzer, aufgerichteter Faserdecke aus aufgeschnittenen Polschlingen oder nicht aufgeschnittenen Polschlingen sowie ein Oberbegriff für geraute und gebürstete, auch geschorene Baumwoll- oder Wollgewebe, die einen sehr kurzen und dichten Flor haben, aber auch für Polstoffe aus Maschenwaren.
Unterschieden werden Velours auf Basis von:
- Gewebe: Wenn man eine zusätzliche, locker gespannte Kette, die über Zugruten geführt wird, in ein Grundgewebe einbindet, kann ein Gewebe mit feinen Schlingen erhalten werden. Es entsteht Velours frisé. Werden die Flottierungen aufgeschnitten, erhält man Velours coupé, der eine samtige Florfläche aus senkrecht stehenden Fadenenden aufweist, die mehr als 3 mm lang sind.[6][7]
- Maschenware: Velours kann erhalten werden, wenn auf einer Doppelraschelmaschine auf jeder Nadelbarre ein Grundgewirk hergestellt wird und zwischen beiden Grundgewirken die vorgesehenen Polfäden hin- und hergeführt werden, was zum Verbund der Gewirke führt, sowie anschließend die Ware auf einer separaten Schneideanlage getrennt und auf Schermaschinen egalisiert werden. Es kann zur Herstellung aber auch eine Kettenwirkmaschine mit zusätzlicher Plüschplatinenbarre eingesetzt werden, deren dabei entstehende Plüschschlingen aufgeschnitten werden.[8][9] Maschenware kann aber auch mit Kratzenmaschinen aufgeraut werden, wodurch eine voluminöse, weiche Velouroberfläche entsteht.[10]
- Velourstuft: Bei dessen Herstellung wird ein vorgefertigtes flexibles Trägermaterial (z. B. Spinnvliesstoff) mit einer Warenbreite bis zu 500 cm von einer speziellen Maschine mit der Arbeitsweise der Blindstichmaschine mit Garnschlingen versehen, die anschließend aufgeschnitten werden. Dieses Verfahren wird hauptsächlich für Teppiche (Tufting-Teppiche, Nadelflorteppiche) benutzt.[11]
- Veloursnadelvliesstoff bzw. Veloursnadelfilz: Mit der DI-LOUR Technologie können vorgenadelte Nadelvliese bzw. Nadelfilze mit einer velourartigen Oberfläche ausgestattet werden, indem Gabel- und Kronennadeln Schlingen aus dem vorgenadelten Material in ein umlaufendes Bürstenband stoßen.[12] Erfunden wurde das Verfahren und die Vorrichtung zum Herstellen von Velours-Nadelfilzbahnen von Richard Dilo.[13]
- Veloursleder: Sammelbegriff für alle Ledersorten, die in der Zurichtung auf der Fleischseite der Haut eines Tieres geschmirgelt oder geschliffen worden sind und dadurch ein samtartiges bis raues Oberflächenbild erhalten haben.[14]
- Velourskunstleder: Ein unter Verwendung von Kunststoffen und Textilien hergestellte flexible Fläche, deren kurzfaserige veloursartige Oberfläche der des echten Veloursleders ähnelt.[15] Ein Beispiel dafür ist Alcantara.

Je länger der Flor (oder Pol), desto weicher wird das Textil und desto größer ist das Risiko, dass der Flor dauerhaft abknickt. Bei Sitzbezügen äußert sich das als Sitzspiegel, bei Teppichen entstehen Spuren, wenn z. B. ein Tisch längere Zeit am selben Ort steht.
Mit der Zeit kann Velours seinen Flor verlieren, da dieser aufgeschnitten wurde und nur zwischen die Webfäden geklemmt ist. Man versucht dies auf der Rückseite mit einer Fasereinbindung aus Kunstlatexdispersionen (z. B. SBR, EVA oder Acrylat) zu verhindern.
Velours wurde in den 1970er und 1980er Jahren häufig als Sitzbezugsstoff oder in Personenkraftwagen als Innenraumauskleidung verwendet.